# Punataling
De punataling (Spatula puna synoniem: Anas puna) is een vogel uit de familie Anatidae. De wetenschappelijke naam van de soort is voor het eerst geldig gepubliceerd in 1844 door Tschudi.

## Voorkomen
De soort komt voor van Peru tot het noordwesten van Argentinië.

## Beschermingsstatus
Op de Rode Lijst van de IUCN heeft de soort de status niet bedreigd.